# Gracuch (SIMC 0243702)
Gracuch – osada leśna w Polsce położona w województwie świętokrzyskim, w powiecie koneckim, w gminie Końskie.

## Osady leśne Gracuch w gminie Końskie
W gminie Końskie, oprócz wsi Gracuch, istnieją jeszcze dwie miejscowości podstawowe typu osada leśna o nazwie Gracuch. Niniejszy artykuł dotyczy osady leśnej, która posiada identyfikator SIMC 0243702. Drugą z nich jest osada leśna Gracuch, która posiada identyfikator SIMC 0243694.